# Dmitrij Vladimirovič Karakozov
Dmitrij Vladimirovič Karakozov, in russo Дмитрий Владимирович Каракозов? (Kostroma, 4 novembre 1840 – San Pietroburgo, 15 settembre 1866), è stato un rivoluzionario russo.
Membro del gruppo clandestino Organizzazione, attentò alla vita di Alessandro II e, benché l'imperatore rimanesse illeso, fu condannato a morte.

## Biografia
Dmitrij Karakozov nacque il 4 novembre 1840 in una famiglia di nobili semi-rovinati, proprietari di terre e di una cinquantina di servi nel governatorato di Saratov. Nel 1861 andò a studiare all'Università di Kazan', e ne fu allontanato per aver partecipato a manifestazioni studentesche. Vi fu riammesso nel 1863 e un professore lo ricordò allora per «il viso pallido e stanco, i capelli lunghi sulle spalle» e «l'incuria dei vestiti».
Nel 1864 passò all'Università di Mosca, ma l'anno dopo ne fu espulso per non aver pagato le tasse. Lavorò per due mesi da un nobile, ricavando solo disprezzo per l'aristocrazia, secondo quanto ricordò il cugino Nikolaj Išutin, già seguace della Zemlja i Volja e fondatore nel 1865 della società segreta Organizzazione a cui aderì anche Karakozov, insegnando in una delle scuole gratuite fondate da Išutin a Mosca.

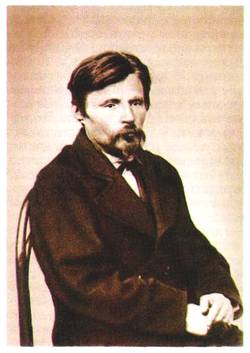
Nikolaj Išutin

Karakozov era tormentato dalle privazioni e dall'idea del suicidio: nel febbraio del 1866 scomparve, lasciando scritto che si sarebbe affogato. Tornò poi, rivelando ai compagni dell'Organizzazione la sua decisione di uccidere lo zar Alessandro II. Malgrado i tentativi di dissuaderlo, si procurò una rivoltella e nei primi di marzo del 1866 si trasferì a San Pietroburgo. Sprovvisto di passaporto - obbligatorio in Russia per poter transitare nei diversi governatorati - nella capitale visse in semi-clandestinità, cambiando frequentemente domicilio. Scrisse un proclama indirizzato Agli amici operai e ne fece diverse copie che lasciava nei luoghi dove essi avrebbero potuto leggerlo.
Vi scriveva che i nobili, i funzionari e gli altri ricchi «vivono alle spalle del popolo semplice, succhiano il sangue del contadino», e il responsabile era lo zar. Loro avevano creato nei secoli passati «l'organizzazione statale, l'esercito», e si erano spartiti la terra russa; «il primo dei nobili», lo zar, «non tende mai la mano al contadino» perché è proprio lui «il maggior nemico del popolo». Intanto i contadini «stanno diventando sempre più poveri in seguito alle varie misure che accompagnano la "libertà"»: pertanto, aggiungeva Karakozov, «ho deciso di annientare lo zar malvagio e di morire io stesso per il mio amato popolo».
Una volta ucciso lo zar, il popolo sarà libero e «la terra non apparterrà più ai fannulloni, ma agli arteli e alle società dei lavoratori». I capitali «non verranno più scialacquati dallo zar, dai nobili e dai dignitari», ma verranno investiti nelle cooperative e i redditi saranno divisi in modo eguale tra i lavoratori. E concludeva: «sappiano gli operai che l'uomo che ha scritto queste parole pensa alla loro sorte, e agiscano dunque, non sperando in nessun altro all'infuori di se stessi, onde conquistarsi il proprio destino e liberare tutta la Russia dai predoni e dagli sfruttatori».
Sembra che uno degli affiliati dell'Organizzazione, Ivan Chudjakov, per quanto contrario all'attentato, resosi conto dell'intransigenza di Karakozov, abbia deciso alla fine di sfruttare l'occasione. Ad attentato avvenuto, egli avrebbe cercato di attribuirne l'origine a un complotto di nobili, in modo da provocare contro di loro un sollevamento popolare. Il 4 aprile (il 16 aprile secondo il nuovo calendario) 1866 Karakozov sparò all'imperatore quando questi, di ritorno da una passeggiata nei giardini d'estate, si accingeva a salire in carrozza. Mancò però l'obiettivo e fu immediatamente arrestato.

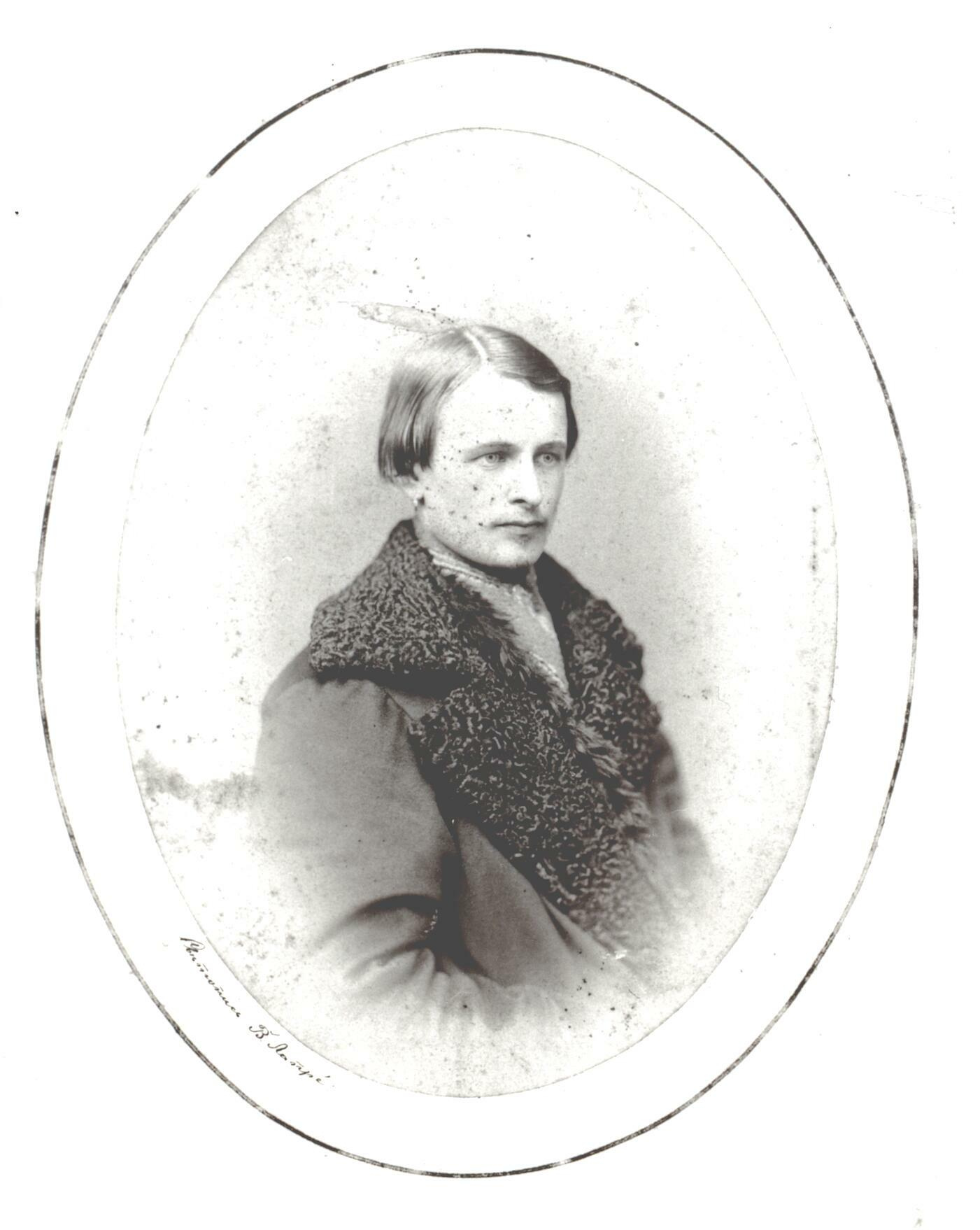
Osip Komissarov

L'attentato mutò in senso ancor più reazionario la politica governativa, mettendo fine alla pur timida collaborazione con le più moderate forze liberali intrapresa all'epoca delle riforme. Il generale Murav'ëv-Vilenskij, uno dei protagonisti della repressione polacca, fu incaricato delle indagini. Nelle campagne si diffuse l'idea che l'attentato fosse stato ispirato dai nobili, ma non ci furono le ribellioni sperate da Chudjakov, mentre gli operai delle città, che non avevano nessuna simpatia per gli studenti, si mantennero fedeli ai loro sentimenti monarchici: in quel periodo «i lavoratori e i contadini legavano tenacemente alla fede nello zar tutte le proprie speranze in un futuro migliore».
Le autorità crearono anche la leggenda della «mano provvidenziale del contadino» che aveva salvato la vita dello zar colpendo il braccio di Karakozov al momento dello sparo. Osip Komissarov, un artigiano di origini contadine, fu nobilitato, insignito dell'ordine di San Vladimiro, gli fu regalata una tenuta nella provincia di Poltava, fu fatto cadetto di un reggimento degli ussari, fu presentato in feste e ricevimenti, finché il suo comportamento da alcolizzato rese imbarazzante la sua presenza e fu spedito nel suo villaggio.
Karakozov nascose la sua identità, malgrado gli interrogatori violenti cui fu sottoposto, finché fu riconosciuto da un albergatore e attraverso di lui tutto il gruppo dell'Organizzazione fu sgominato. Il processo si svolse a porte chiuse nella fortezza di Pietro e Paolo e lo stesso ministro della Giustizia fece le funzioni di accusatore. Karakozov fu condannato a morte e impiccato il 15 settembre. Išutin fu graziato sul patibolo e condannato ai lavori forzati a vita come Chudjakov. Altri 31 membri dell'Organizzazione furono deportati in Siberia.